# Dhurgham Ismail
Dhurgham Ismail Dawood Al-Quraishi (arabisch ضرغام إسماعيل داوود القريشي, DMG Ḍurġām Ismāʿīl Dāwūd al-Quraišī) oder kurz Dhurgham Ismail (* 23. Mai 1994 in Amara) ist ein irakischer Fußballspieler.

## Karriere

### Verein
Dhurgham Ismail begann mit dem Vereinsfußball in der irakischen Fußballschule Ammo Baba School. Später durchlief er die Jugendabteilungen von al-Zawraa SC und al-Quwa al-Dschawiya, ehe er 2009 in die Nachwuchsabteilung vom Al Shorta SC wechselte. Im Sommer 2010 nahm er bei den Profis am Training teil und wurde behutsam aufgebaut. Nachdem er einige kurze Einsätze absolviert hatte, eroberte er sich im Laufe der Saison 2012/13 einen Stammplatz.
Im Sommer 2015 wechselte er zum türkischen Erstligisten Çaykur Rizespor. Im Dezember 2018 kehrte er zu Al Shorta SC zurück.

### Nationalmannschaft
Dhurgham Ismail startete seine Nationalmannschaftskarriere 2009 mit einem Einsatz für die irakische U-17-Nationalmannschaft. Nachfolgend durchlief er noch die irakischen U-20- und die U-23-Nationalmannschaften.
Seit 2013 wird Dhurgham Ismail in den Kader der Irakische Nationalmannschaft nominiert.